# Odznaka „Za zasługi dla rozwoju przemysłu maszynowego”
Odznaka „Za zasługi dla rozwoju przemysłu maszynowego” – polskie odznaczenie resortowe w formie trzystopniowej (złotej, srebrnej i brązowej) odznaki nadawanej przez Ministra Przemysłu Maszynowego, ustanowionej 27 grudnia 1974 w celu uznania zasług za wieloletnią i ofiarną pracę dla rozwoju przemysłu maszynowego oraz za osiągnięcie szczególnych wyników w pracy w tym przemyśle. Odznaka była noszona na prawej piersi. Została wycofana 11 maja 1996.

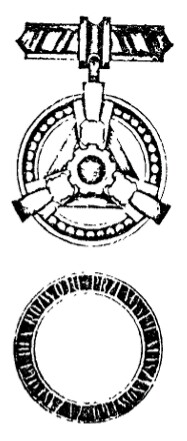
Awers i rewers wzoru odznaki